# Punkaharju

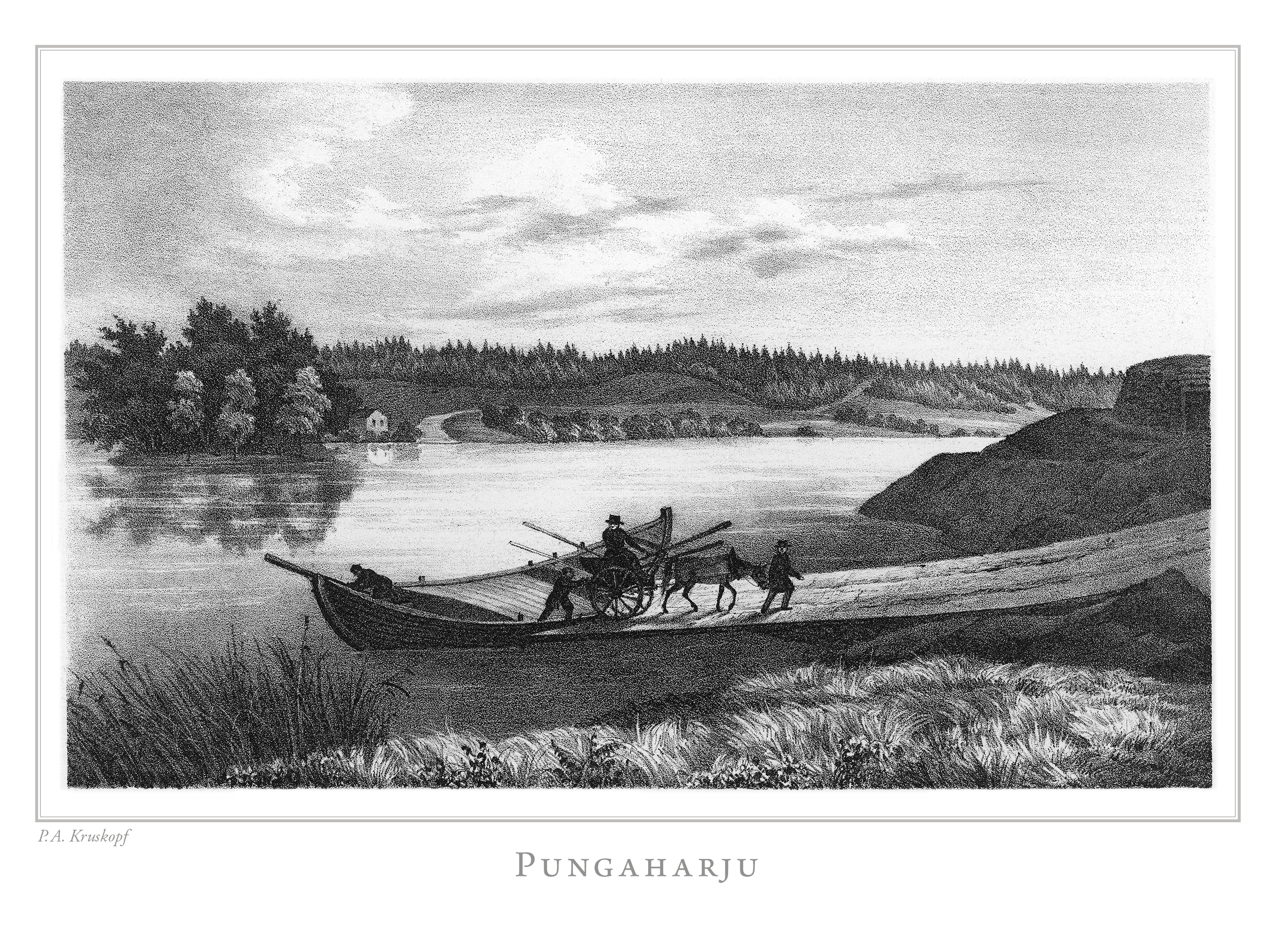
Litografi av Punkaharju i Finland framstäldt i teckningar utgiven 1845-1852.

Punkaharju var en kommun i landskapet Södra Savolax i Finland. Kommunen hade 3 644 invånare (2012), på en yta av 748,12 km².
Den 1 januari 2013 förenades Punkaharju jämte Kerimäki med Nyslotts stad.
Punkaharju var enspråkigt finskt.
Kommunen har fått sitt namn av rullstensåsen Punkaharju, som går genom kommunen. Den skär igenom Saimens vattensystem och tillhör i sin naturskönhet Finlands traditionella nationallandskap. Längs åsen går landsvägen Imatra–Nyslott (Rv 14).

## Politik

### Mandatfördelning i Punkaharju kommun, valen 1976–2008
|  | 10 | 10 | 2 | 4 |

|  | 10 | 10 |  | 5 |

| 10 |  | 11 | 2 | 3 |

| 10 | 11 |  | 5 |

| 11 | 10 |  | 5 |

| 7 | 8 | 11 |  |

| 7 | 8 | 11 |  |

| 9 | 4 | 11 |  | 2 |

| 19 | 8 |

| 7 | 10 | 4 |

| 14 | 7 |